# 杨泗乡
杨泗乡是中国陕西省商洛市镇安县下辖的一个乡。

## 行政区划
杨泗乡下辖以下行政区：
桂林村、胜利村、平安村